# Meteren (Nederland)
Meteren (Dialect: Métere) is een dorp in de gemeente West Betuwe in de Nederlandse provincie Gelderland. Per 1 januari 2024 telde het dorp 5.660 inwoners.

## Geschiedenis

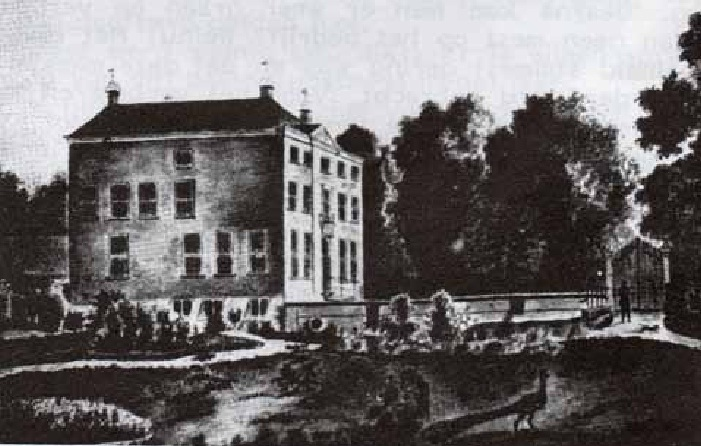
Huis Meteren

Meteren werd het eerst genoemd in een oorkonde in 1265 als "Curtis de Meteren". Ook is bekend dat het in 1267 behoorde bij Malsen, zoals het dorp Geldermalsen toen werd genoemd. De geschiedenis van de gemeente is nauw verbonden met het adellijke geslacht Van Cuyck van Meteren die de Heerlijkheid Meteren in bezit had van circa 1450 tot 1694. Oorspronkelijk komt het geslacht uit de Betuwe, de zogeheten gouw Teisterbant, waar het bezittingen had in de buurt van Geldermalsen en Meteren. Teisterbant werd in de 13e eeuw verdeeld tussen Cuijk, Gelre en het sticht Utrecht.
Vroeger stond er een kasteel in Meteren met de naam 'Huis Meteren'. Huis Meteren wordt in 1265 voor het eerst in historische bronnen genoemd. Het kasteel behoorde aan de familie Van Cuyck en later de familie Van Meteren.
In de periode 1766-1769 is het kasteel geheel herbouwd door Albrecht Nicolaas van Aerssen Beyeren. Hij liet het kasteel Meteren afbreken, om op de fundamenten een herenhuis te bouwen. Ook liet hij de weg over de Linge, en die naar Tiel bezanden. Bij de brug over de waterloop ‘de Mark’ bouwde hij een Tolhuis. Het staat er nog steeds. Het heeft dienstgedaan tot 1899. Na 1892 werd het kasteel verkocht en gebruikt als herstellingsoord tot de sloop in 1907. De middeleeuwse kelders waren zo stevig gebouwd dat men dynamiet moest gebruiken om ze te vernietigen. Het terrein van Huis Meteren is nog steeds als ‘vierkant’ herkenbaar in het landschap.
Vlak bij Huis Meteren heeft ook Huis Blanckenstijn gestaan, waar zeer weinig over bekend is. Beide kastelen zijn te zien op de Tiendkaart van 1714. Huis Blanckenstijn moet vóór 1790 zijn afgebroken. Op deze locatie zijn weerstandsmetingen gedaan en werden sporen van bebouwing en een slotgracht aangetroffen.
Tot de recente geschiedenis behoort de ontruiming van twee kraakpanden. GroenFront! kraakte in 1998-2000 een elftal panden in de Betuwe, waarvan acht voor langere tijd. Deze werden door ruim 800 leden van de Mobiele Eenheid in februari 2000 ontruimd. Een van deze locaties was in Meteren waar ruim 50 activisten van GroenFront! een tweetal panden had gekraakt die lagen op de Betuweroute. In Meteren arresteerde de politie 18 personen, onder wie freelance-fotograaf Joyce van Belkom.

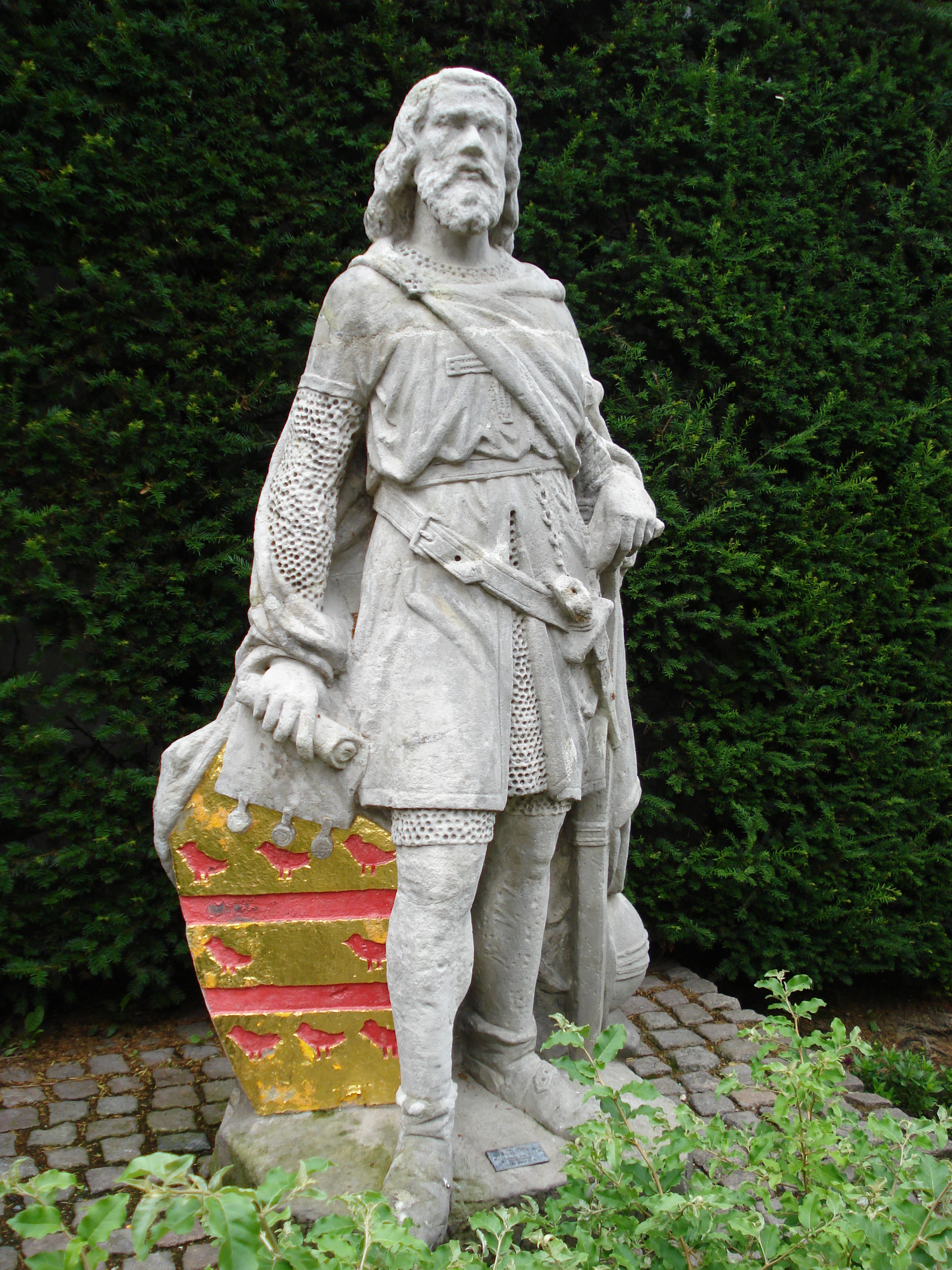
Ridder Jan I van Cuijk. Bezat veel grond en kastelen in Gelderland. Onder andere de Heerlijkheid Meteren
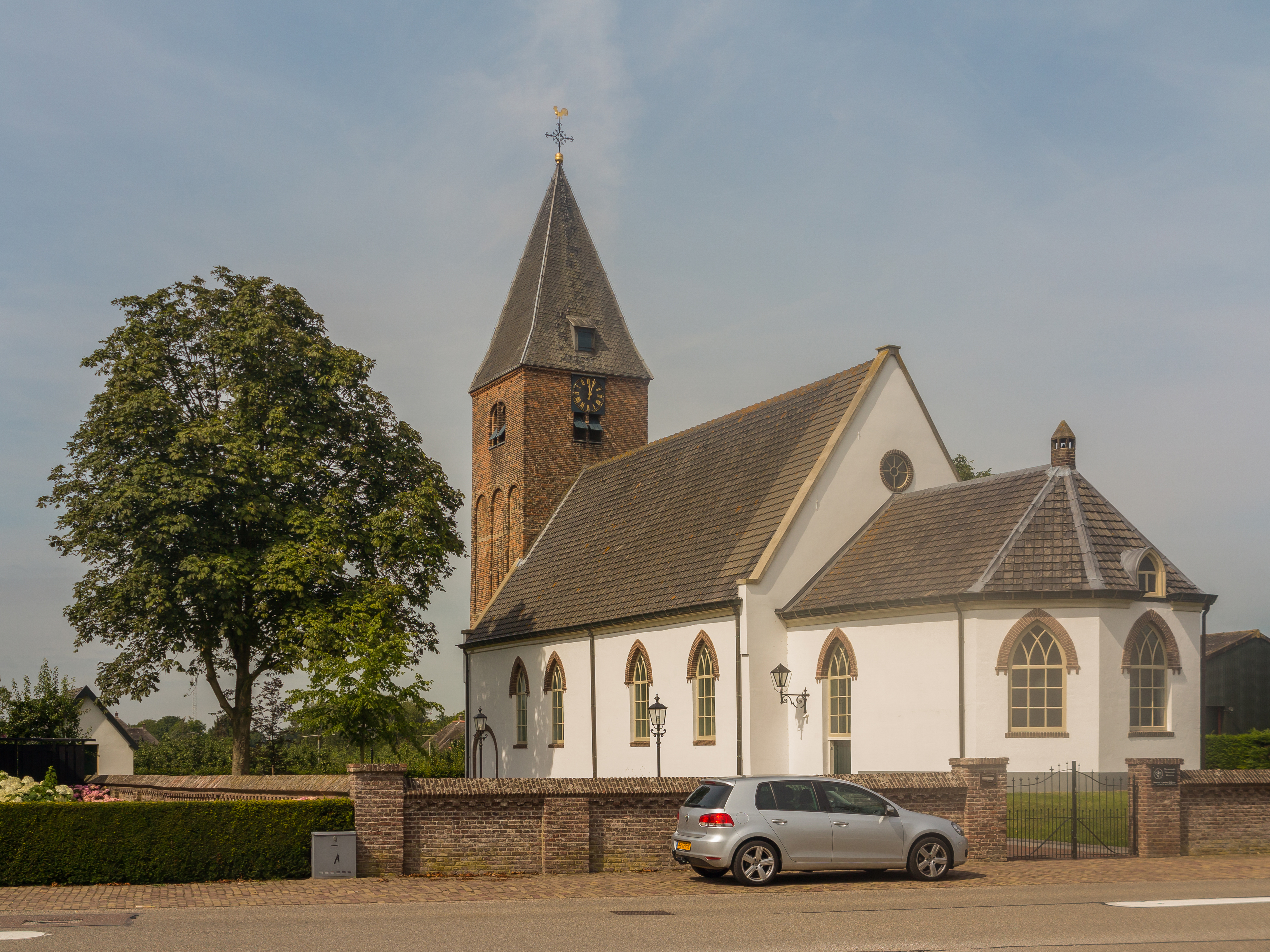
Nederlands Hervormde Kerk, middeleeuws, maar zeer gewijzigd in 19e eeuw; gebodenbord van 1655

## Wijken Meteren

### Meteren
Oorspronkelijk bestond Meteren uit het gebied rondom de Dorpsstraat. Dit gebied staat nu bekend als Oud-Meteren. De Rijksstraatweg liep langs het dorp op als verbindingsweg tussen Utrecht en 's-Hertogenbosch. Verder waren er lokale verbindingswegen, zoals de Blankertseweg naar Est en de Bredestraat richting Deil.

### Wijk Kalenberg
Eind twintigste eeuw bouwde men tussen Geldermalsen en Meteren de wijk Kalenberg. De wijk lag grotendeels in Geldermalsen, maar de grens tussen dit dorp en Meteren werd gewijzigd. Tot in de jaren 90 van de twintigste eeuw was de Bredestraat min of meer de grens tussen beide dorpen. De spoorlijn werd als nieuwe grens aangeduid. De nieuwe Geldermalsense wijk Kalenberg kwam zo in Meteren te liggen, omdat de spoorlijn voor een scheiding zorgde tussen Geldermalsen en Kalenberg, terwijl de wijk zonder barrières aansloot bij Meteren. Bovendien was de Geldermalsense wijk Steenvliet nog niet gerealiseerd, waardoor tussen Kalenberg en Geldermalsen een plattelandsgebied aanwezig was. Nog steeds bestaat deze zogenaamde Schakelzone uit boomgaarden en weilanden, hoewel de Geldermalsense bebouwing steeds verder richting de spoorlijn reikt. Naar aanleiding van voornoemde verdubbelde Meteren min of meer.

### Wijk De Plantage
Begin eenentwintigste eeuw bouwt men weer aan een uitbreiding van Geldermalsen. De wijk De Plantage wordt gebouwd. Inmiddels is de grens tussen Geldermalsen en Meteren ook hier al gewijzigd: de Geldermalsense wijk De Plantage komt, evenals Kalenberg, in Meteren te liggen. In 2010/2011 zijn er op De Plantage meerdere archeologische opgravingen uitgevoerd. Tijdens deze opgravingen zijn resten gevonden van Huis Meteren, Huis Blanckenstijn en prehistorische sporen.

## Verkeer en verbindingen
- Meteren ligt aan de N830, ter plaatse bekend als de Rijksstraatweg. Deze loopt van Geldermalsen tot Gorinchem en verbindt Meteren met de A15 en met de A2, waarlangs 's-Hertogenbosch en Utrecht te bereiken zijn.
- Ten zuidwesten van Meteren heeft de Betuweroute, een goederenspoorlijn aansluitingen op de spoorlijn Utrecht - Boxtel, een lijn waarop eveneens veel goederenvervoer plaatsvindt.
- Meteren is een van de weinige oude kernen in het Rivierengebied die niet aan een rivier ligt. De Linge stroomt anderhalve kilometer noordelijker, de Waal ligt vijf kilometer naar het zuiden.
- Meteren is per bus bereikbaar. Buslijn 47 rijdt van Geldermalsen naar Gorinchem,

buslijn 261 van Geldermalsen via Meteren naar Est en buslijn 647 van Enspijk via Geldermalsen naar Gorinchem

## Het wapen van Meteren
Het dorpswapen van Meteren is "in een blauw (lazuur) veld, een zilveren lelie".

## Dorpshuis Meteren
Sinds 1978 worden er in het dorpshuis van Meteren regelmatig bandavonden gehouden. Sindsdien hebben artiesten als Frans Duijts, Jannes, Gordon, Nick & Simon, De Dijk en Herman Brood hier opgetreden. De organisatie hiervan ligt bij Jeugdsoos Medua. Jeugdsoos Medua is in 1977 is opgericht in het oude dorpshuis aan de Schoolstraat te Meteren.

## Sport
Meteren is de thuishaven van voetbalvereniging MVV '58. Deze Nederlandse amateurvoetbalclub is opgericht in het jaar 1958. Het eerste elftal van de club speelt in de derde klasse zaterdag (seizoen 2011/12). MVV '58 telt vijf seniorenteams (waarvan één dames), vier juniorenteams (waarvan één meisjes) en vijftien pupillenteams (waarvan één meisjes).
De club speelt op sportpark Achterveld in Meteren. Het sportcomplex bestaat sinds 1982 en bestaat uit vier velden, een kantine, tien kleedkamers en een hoofdtribune met 250 zitplaatsen. De opening van de tribune vond plaats op 21 november 1987 tijdens de drukbezochte derby tegen Tricht door Gijs van Empel. De wedstrijd in Meteren kreeg voor MVV'58 nog een feestelijk slot toen een 0-1-achterstand tijdens de laatste minuten werd omgebogen in een 2-1 zege.

## Onderwijs
Meteren heeft drie openbare basisscholen: CBS De Schakel, Ods Meester Aafjes en Kindcentrum De Plantage.